# Bourse du Botswana
La Bourse du Botswana (en anglais: Botswana Stock Exchange) (BSE)   
Le marché boursier du Botswana a été créé en 1989 et est devenu la Bourse du Botswana en 1994. Il est régi par la loi sur la Bourse du Botswana.  
La BSE compte 36 sociétés cotées et trois indices boursiers : l’indice des sociétés nationales (BSE DCI) ; l’indice des sociétés étrangères (BSE FCI), qui regroupe les sociétés cotées à la fois à la BSE et sur une autre bourse ; et l’indice All Company, qui est une moyenne pondérée du DCI et du FCI. Outre les actions, les obligations et les obligations à taux variable sont négociées. On estime que les investisseurs privés représentent moins de 10 % de la capitalisation boursière totale. Les sociétés minières étrangères en représentent plus de 90 %.
Les séances de négociation normales de la bourse se déroulent de 10 h à 14 h tous les jours de la semaine, sauf les samedis, dimanches et jours fériés déclarés à l’avance par la Bourse.
L’autorité compétente pour l’agrément des courtiers au Botswana est le ministère des Finances. L’adhésion peut être individuelle ou collective.

## Structure de propriété
Historiquement, la bourse était détenue par ses membres (agents de change) via des droits de propriété, et par le gouvernement du Botswana via des subventions. Le gouvernement et les agents de change ont joué un rôle important dans le développement de divers aspects du marché. Le processus de démutualisation de la BSE a débuté le 1er décembre 2015. Il s'agissait de la transformer d'une organisation à but non lucratif, détenue par ses membres, en une société anonyme à but lucratif régie par la loi sur les sociétés. Finalement, la BSE a été démutualisée le 2 août 2018 et appartient désormais au gouvernement de la République du Botswana et aux agents de change.